# Skleněný trůn (kniha)
Skleněný trůn (v anglickém originále Throne of Glass) je první kniha ze stejnojmenné knižní série Skleněný trůn od newyorské spisovatelky Sarah J. Maas.

## Děj
Adarlanský král úspěšně dobývá celý kontinent jménem Erilea a podrobuje si jeho království. Před několika lety zakázal magii a všechny lidi, kteří s ní měli co do činění, nechal zabít nebo poslat do dolů. Magie zmizela a zdá se, že Adarlan bude vládnout nad celou Erileou, možná i světem. Uprostřed tohoto chaosu se rodí příběh o Celaeně Sardothien, nájemné vražedkyni trénované Arobynnem Hamelem, známým Králem vrahů. Jediný člověk, kterého se Adarlan obával, byl ale zrazen a odsouzen strávit zbytek života prací ve solných dolech v Endovieru. O rok později Celaeně nabízí korunní princ Dorian nabídku. Když porazí čtyřiadvacet zločinců a válečníků, stane se na čtyři roky Královou bojovnicí. Poté může odejít, kam chce. Nabízí jí vykoupení a svobodu, věc, pro kterou Celaena přečkala celý ten dlouhý čas v dolech, a věc, ve kterou pomalu přestávala doufat.
Nicméně ve zdech skleněného zámku sídlí temno. Temno, které zabíjí účastníky soutěže dřív, než se do ní stihnou zapojit. A Celaena je odhodlaná odhalit, kdo za tím stojí.

## Hlavní postavy
- Celaena Sardothien – je 18letá nájemná vražedkyně, která udělala chybu, jež ji odsoudila k zatčení a uvěznění v solných dolech v Endovieru. Před svým chycením byla známá jako Adarlanský zabiják. Je jí nabídnuta možnost, že se zúčastní soutěže a stane se Královou bojovnicí po čtyři roky. Během soutěže dostane identitu Lillian Gordaina, zlodějky klenotů, aby náhodou nikdo z jejích protivníků nepřišel na to, že stojí proti obávanému zabijákovi, který se vrátil.
- Dorian Havilliard II. – je korunním princem Adarlanu. Zvolí si Celaenu, aby za něj bojovala v soutěži. Je velice milý a inteligentní ale také velký sukničkář. Jeho nejlepším přítelem je kapitán stráže Chaol Westfall. Celaeně věří a upřímně ji bere jako člověka sobě blízkého.
- Chaol Westfall – je kapitán stráže a nejlepší přítel Doriana. Pomáhá Celaeně dostat se znovu do formy a pomalu se stává jejím přítelem.
- Nehemia Ytger – je princezna království Eyllwe. Eyllwe se rozhodne podvolit Adarlanu bez krveprolití a proto vysílají Nehemii, aby tuto dohodu dohodla. Nehemia předstírá, že neumí jejich řečí a proto jí Celaena dělá tlumočníka a průvodce. Je taktéž velmi silnou ženou s mnoha schopnostmi. Naučila Celaenu její rodný jazyk a je její nejlepší přítelkyní.
- Nox Owens – je mladý zloděj, který se účastní soutěže. Tvoří během klání pomyslný tým s Celaenou. Celaena mu pomáhá zlepšit jeho bojovou techniku.
- Kaltain Rompier – pochází z bohaté rodiny a je Perringtonovou přítelkyní, aby se mohla dostat blízko k Dorianovi a stát se jeho ženou. Je závislá na opiu, protože trpí častými bolestmi hlavy.
- Cain – je Perringtonův šampion v soutěži. Je to mohutný surovec, který pochází ze severu a sloužil v Adarlanské armádě.
- Dorian Havilliard I. – je Dorianův nejmenovaný otec a vládce Adarlanu.